# Шаблыкино (городской округ Истра)
Шаблыкино — деревня в Новопетровском сельском поселении Истринского района Московской области. Население — 0 чел. (2010), зарегистрировано 4 садовых товарищества.
Самая западная деревня поселения, расположено среди леса, в 37 км северо-западнееИстры, высота над уровнем моря 275 м. Ближайшие населённые пункты в 2 км — Фёдоровка на юго-восток, Шапково и Лесодолгоруково на юг, там же ближайшая железнодорожная станция — платформа Лесодолгоруково Рижского направления Московской железной дороги.

## Население
| 2002 | 2006 | 2010 |
| ---- | ---- | ---- |
| 2    | ↘1   | ↘0   |